# Ходжатова, Айдан Хикмет кызы
Айдан Хикмет кызы Ходжатова (азерб. Aydan Hikmət qızı Höccətova; род. 6 апреля 1999) — азербайджанская шахматистка, гроссмейстер среди женщин (2018). Входит в состав женской сборной Азербайджана.

## Биография
Айдан Ходжатова родилась 6 апреля 1999 года. Играть в шахматы начала в возрасте двух с половиной лет, после того как увидела передачу о шахматах по телевизору. По данным интервью 2015 года, газеты «Каспій», до пяти лет Айдан занималась с Хошбахт Гараевым, с пяти до одиннадцати с Самиром Бадаловым, а последние четыре года с гроссмейстером Джахангиром Агарагимовым. В настоящее время занимается с гроссмейстером Фаридом Аббасовым. Учится в Бакинском филиале Первого Московского государственного медицинского университета имени И.М. Сеченова.
С 2015 года имела звание мастера ФИДЕ среди женщин. В 2018 году присвоено звание международного гроссмейстера среди женщин.
Дебютировала за женскую сборную страны в сентябре 2016 года на Всемирной шахматной олимпиаде в Баку в составе основной (первой) женской команды Азербайджана.

## Рейтинг
По состоянию на сентябрь 2016 года с рейтингом 2339 располагается на втором месте после Гюнай Мамедзаде среди шахматисток Азербайджана и на 19-м в рейтинг-листе «Standard Top 100 Girls September 2016», опубликованном на официальном сайте ФИДЕ.

## Достижения
- 2007 — Чемпионка Европы среди шахматисток до 8 лет[2].
- 2007 — Бронзовый призёр чемпионата мира среди шахматисток до 8 лет[5].
- 2009 — Второе место на чемпионате Европы среди шахматисток до 10 лет[6].
- 2009 — Бронзовый призёр чемпионата мира среди шахматисток до 10 лет[7].
- 2014 — Третье место на первенстве Европы среди девушек до 16 лет[2].
- 2017 — в составе азербайджанской команды «Одлар Юрду» серебряный призёр клубного Еврокубка[8].

## Изменения рейтинга
| Графики недоступны из-за технических проблем. См. информацию на Фабрикаторе и на mediawiki.org. |